# گروهبان (فیلم ۲۰۲۳)
گروهبان (انگلیسی: Sergeant) فیلم هندی دلهره‌آور هندی-زبان است که در سال ۲۰۲۳ به نمایش درآمد، نویسندگی و کارگردانی این فیلم را پراوال رامان بر عهده داشت. بازیگران اصلی راندیپ هودا، ساپنا پابی، عادل حسین، آرون گوویل و سونیا گوسوامی هستند. فیلم در روز ۳۰ ژوئن ۲۰۲۳ از طریق جیوسینما به نمایش گذاشته شد.